# Dr. Watson
Dr. John H. Watson é um personagem de ficção, biógrafo e companheiro nos casos de Sherlock Holmes, o famoso detetive do século XIX criado pelo escritor britânico Sr. Arthur Conan Doyle.
Diversas fontes informam a data de nascimento de Watson como sendo o 7 de Julho de 1852.
Amigo, associado, assistente, biógrafo e cronista de Sherlock Holmes. É graças aos registros de Watson que o mundo passou a conhecer as façanhas do Grande Detetive, descritas de maneira instigante por esse médico, que se provou extremamente talentoso nas letras.

## Biografia
John H. Watson nasceu por volta de 1850, filho de Henry Watson e irmão de Henry segundo, que faleceu por problemas com a bebidas alcoólicas. Depois da morte da mãe, a família mudou-se para a Austrália. Lá, o jovem Watson passou a maior parte de sua infância, retornando, anos mais tarde, à Inglaterra a fim de completar seus estudos. Em 1872, ingressou na Universidade de Londres, intencionando formar-se em medicina. Por volta do mesmo ano, serviu como cirurgião assistente no Hospital de São Bartolomeu, em Londres, e participou das partidas de rúgbi do clube Blackheat.
No ano de 1878, Watson obteve o título de Doutor em Medicina na Universidade de Londres, e foi a Netley a fim de fazer o curso prescrito para os cirurgiões do exército. Após completar seus estudos naquele hospital, foi incorporado ao Quinto Regimento dos Fuzileiros de Northumberland, como cirurgião assistente. Mas, antes que pudesse juntar-se a ele, interrompeu a Segunda Guerra Afegã, e Watson foi obrigado a mudar seu curso. Chegou a Candaar, onde encontrou seu regimento e passou a exercer suas funções. Afastado de sua brigada e incorporado aos Berkshires, lutou na batalha de Maiwand, onde foi gravemente ferido por uma bala Jezail. Salvo graças aos esforços de Murray, seu ordenança, foi afastado da guerra e mandado para um hospital de feridos. Mais tarde, voltou à Inglaterra para recuperar-se.
Em 1881, encontra, casualmente, em Londres, seu antigo auxiliar de enfermagem, o jovem Stamford, que lhe apresenta Sherlock Holmes. Encontro esse da necessidade de ambos em encontrar alguém para dividir as despesas de acomodação. Os dois passam, então, a compartilhar os aposentos do número 221B, na Baker Street. Logo Watson descobre as habilidades dedutivas de seu novo companheiro, acabando por envolver-se em seu primeiro caso com o detetive, "Um Estudo em Vermelho". No final desse, Watson diz ao detetive: "Seus méritos deviam ser publicamente reconhecidos. Você deveria publicar um relato do caso. Se não o fizer, eu o farei por você." Torna-se, desse momento em diante, o cronista dos casos do detetive.
Watson é descrito como um homem troncudo, de estatura mediana, queixo quadrado, pescoço grosso e um modesto bigode. Sua constituição forte fazia, dele, um valoroso jogador de rúgbi, como visto em "O Vampiro de Sussex". Era, aparentemente, bonito, tendo em vista a observação de Holmes acerca das "vantagens naturais" de Watson sobre as mulheres, e o fato de ele ter se casado possivelmente três vezes.
Pode ser que você mesmo não seja luminoso, Watson, mas é certamente um condutor de luz. Algumas pessoas, sem possuir a genialidade em si, têm um notável poder de estimulá-la.— Holmes sobre Watson em O Cão dos Baskervilles.
Casa-se com Mary Morstan no final do livro O Signo dos Quatro, porém, mais tarde, fica viúvo. Durante os contos, fica noivo três vezes, com mulheres diferentes, mas não se casa.

## No cinema e tv
Watson já foi representado várias vezes na TV e no cinema. As mais recentes são: Sherlock Holmes: A Game of Shadows, onde Jude Law dá a vida ao doutor Watson; Elementary, onde Lucy Liu dá vida ao doutor; e na minissérie da BBC Sherlock (série), onde Martin Freeman dá a vida ao doutor.